# Реми, Лоик
Лои́к Але́кс Телье́р Юбе́р Реми́ (фр. Loïc Alex Teliére Hubert Rémy; 2 января 1987, Рийё-ла-Пап, Франция) — французский футболист, нападающий. Выступал за сборную Франции.

## Клубная карьера
Лоик Реми родился в больнице Красного Креста в Рийё-ла-Пап близ Лиона. Он начал свою карьеру в молодёжной команде «АСПТТ Лион», которую тренировал Рене-Жан Жаке, брат Эме Жаке. Там его обнаружили скауты клуба «Лион», пригласившие молодого футболиста к себе.

### «Лион»
После нескольких лет в академии клуба, где он учился вместе с Каримом Бензема, Антони Мунье и Хатемом Бен Арфа, 11 октября 2006 года Реми подписал свой первый профессиональный контракт сроком на 3 года. Спустя 3 дня, 14 октября, он дебютировал в основном составе против «Сент-Этьена», заменив на 73-й минуте Сильвена Вильтора. 11 ноября того же года он впервые вышел в стартовом составе клуба, сыграв 82 минуты матча с «Седаном» (1:0). В сезоне 2007/08 Реми регулярно находился в заявке основного состава клуба. Несмотря на это, он выходил на поле не часто, и, чтобы поддерживать игровую практику, играл за второй состав «Лиона» в любительском чемпионате Франции. За основной состав форвард провёл лишь 6 игр и 31 января 2008 года был отдан в аренду в «Ланс»; сделка также включала пункт о возможном выкупе контракта Лоика за 8-10 млн евро.

### «Ланс»
9 февраля он дебютировал в основном составе команды в игре с «Каном»; в том же матче он забил свой первый гол на профессиональном уровне. Две недели спустя Реми забил победный гол в полуфинальном матче Кубка Франции с «Ле-Маном». В финале против «Пари Сен-Жермен» Лоик вышел в стартовом составе команды, но через 12 минут покинул поле из-за травмы; «Ланс» встречу проиграл 0:1. По окончании сезона футболист вернулся в «Лион».

### «Ницца»
5 июня 2008 года Реми перешёл в «Ниццу». Сумма трансфера составила 8 млн евро, став самой большой в истории клуба. Он дебютировал в составе команды 9 августа 2008 года в матче против «Гавра», в котором его команда проиграла 0:1. В следующих 6 играх Реми забил 6 голов, включая мяч в ворота своего бывшего клуба «Лиона». Всего за сезон футболист провёл 36 матчей и забил 13 голов. В следующем сезоне он забил первый мяч в первом туре чемпионата Франции, поразив ворота «Сент-Этьена». Месяц спустя форвард забил 3 гола в трёх матчах подряд. 20 января, после поражения 0:1 в домашней встрече с «Осером», несколько болельщиков «Ниццы» заплевали игроков своей команды; Реми, ставший одним из пострадавших, назвал действия фанатов «недопустимыми» и пригрозил покинуть клуб во время зимнего трансферного окна, если действия болельщиков повторятся. В том же сезоне Лоиком заинтересовались многие клубы, среди которых были «Арсенал», «Вест Хэм Юнайтед», «Сток Сити», «Милан» и «Фиорентина», также в его услугах были заинтересованы «Лион» и «Бордо». После того как трасфер в «Лион» сорвался, Реми принял решение остаться в «Ницце», где провёл остаток сезона.

### «Марсель»
19 августа 2010 года Реми перешёл в «Марсель», подписав пятилетний контракт. Сумма трансфера игрока осталась нераскрытой, но сообщалось, что она составляла около 15,5 млн евро. Во время представления футболиста, было сообщено, что у Реми подозревался порок сердца. Из-за этого были проведены дополнительные тесты. 24 августа Лоик был объявлен кардиологами исследовавшими здоровье игрока здоровым. Первый матч за новый клуб Реми провёл против «Бордо». Однако начало сезона футболист пропустил из-за травмы.

### «Куинз Парк Рейнджерс»
16 января 2013 года Реми перешёл в английский клуб «Куинз Парк Рейнджерс», подписав контракт на четыре с половиной года. В сезоне 2012/13 Реми забил 6 голов в 14 матчах Премьер-лиги, что, однако, не спасло клуб, который в итоге вылетел в Чемпионат Футбольной лиги.

### «Ньюкасл Юнайтед»
5 августа 2013 года на официальном сайте английского клуба «Ньюкасл Юнайтед» было объявлено, что за клуб на правах годичной аренды будет выступать нападающий «Куинз Парк Рейнджерс» Лоик Реми.

### «Челси»
13 сентября 2014 года в матче четвёртого тура чемпионата Англии дебютировал за Челси выйдя на замену во втором тайме в игре с «Суонси Сити»; в том же матче он забил свой первый гол за Челси. Матч окончился со счетом 4-2 в пользу Челси. За два полноценных сезона в «Челси» Реми не смог выиграть конкуренцию у испанского форварда Диего Косты, и был вынужден перейти в «Кристал Пэлас». Летом 2016 года французский форвард подписал годичное арендное соглашение.

#### Аренда в «Кристал Пэлас»
Тренерский штаб «орлов» возлагал на Реми большие надежды, но французский нападающий смог провести на поле только 8 матчей, три из которых припали на Кубок Англии. В сентябре 2016 года Реми получил травму, из-за которой выбыл до начала следующего года. Через 1.5 месяца Реми вновь получил серьёзную травму, которая оставила его вне игры до мая. После окончания аренды игрок вернулся в «Челси».

### «Лас-Пальмас»
1 сентября 2017 года Лоик Реми перешел в испанский клуб «Лас-Пальмас», с которым подписал 2-летний контракт. Сумма трансфера не разглашается. Старт в новой команде выдался очень успешным. Реми смог дебютировать в Примере 9 сентября, в матче против «Малаги», где и забил свой дебютный гол за команду, выйдя на замену на 64-й минуте поединка. За первую половину сезона Реми сыграл 12 матчей, в которых забил 5 голов и отдал одну голевую передачу. В декабре 2017 года в команду пришел новый специалист Пако Хемес, с которым у Реми не заладились отношения. Из-за нарушения дисциплины, Хемес отстранил Реми от тренировок с командой и разрешил французу покинуть клуб.

#### Аренда в «Хетафе»
28 января 2018 года было объявлено о переходе Реми в «Хетафе» на правах аренды до конца текущего сезона.

### «Лилль»
13 июля 2018 года вернулся во Францию, где подписал контракт с «Лиллем» за 1.4 миллиона €.

### «Ризеспор»
28 августа 2020 года подписал двухлетний контракт с турецким клубом «Ризеспор». 17 октября оформил хет-трик в победном матче турецкой Супер лиги против «Анкарагюджю» (5:3).

## Карьера в сборной
Реми начал международную карьеру со сборными Франции до 20 и до 21 года. С командой до 20 лет он в 2007 году участвовал в турнире в Тулоне, где забил два гола в ворота Японии и Кот-д’Ивуара. 15 ноября того же года он дебютировал в команде до 21 года в игре с Арменией. 25 мая 2008 года он забил первый мяч за молодёжную команду, поразив ворота Нидерландов на турнире в Швеции. В октябре 2008 года Лоик вышел в обоих решающих отборочных матчах к молодёжному первенству Европы против Германии. По итогам двух встреч Франция проиграла 1:2 и не попала на первенство; эти встречи стали последними для Реми в форме молодёжной сборной страны. 24 марта 2008 года из-за травмы Тьерри Анри Реми впервые был вызван в состав первой сборной на товарищеские матчи с Англией и Мали. Реми вышел на поле в матче с Мали, заменив на 54-й минуте встречи Самира Насри. 9 октября 2010 года забил первый мяч за сборную, поразив ворота Румынии в отборочном турнире в чемпионату Европы 2012.

## Статистика выступлений

### Клубная статистика
| Выступление          | Выступление        | Выступление      | Лига | Лига | Кубок страны | Кубок страны | Кубок лиги | Кубок лиги | Еврокубки | Еврокубки | Прочие | Прочие | Итого | Итого |
| Клуб                 | Лига               | Сезон            | Игры | Голы | Игры         | Голы         | Игры       | Голы       | Игры      | Голы      | Игры   | Голы   | Игры  | Голы  |
| -------------------- | ------------------ | ---------------- | ---- | ---- | ------------ | ------------ | ---------- | ---------- | --------- | --------- | ------ | ------ | ----- | ----- |
| Лион                 | Лига 1             | 2006/07          | 6    | 0    | 0            | 0            | 0          | 0          | 1         | 0         | 0      | 0      | 7     | 0     |
| Лион                 | Лига 1             | 2007/08          | 6    | 0    | 0            | 0            | 1          | 0          | 1         | 0         | 0      | 0      | 8     | 0     |
| Лион                 | Итого              | Итого            | 12   | 0    | 0            | 0            | 1          | 0          | 2         | 0         | 0      | 0      | 15    | 0     |
| Ланс                 | Лига 1             | 2007/08          | 10   | 3    | 0            | 0            | 2          | 1          | 0         | 0         | 0      | 0      | 12    | 4     |
| Ланс                 | Итого              | Итого            | 10   | 3    | 0            | 0            | 2          | 1          | 0         | 0         | 0      | 0      | 12    | 4     |
| Ницца                | Лига 1             | 2008/09          | 32   | 11   | 1            | 0            | 3          | 0          | 0         | 0         | 0      | 0      | 36    | 11    |
| Ницца                | Лига 1             | 2009/10          | 34   | 14   | 1            | 1            | 1          | 1          | 0         | 0         | 0      | 0      | 36    | 16    |
| Ницца                | Лига 1             | 2010/11          | 2    | 1    | 0            | 0            | 0          | 0          | 0         | 0         | 0      | 0      | 2     | 1     |
| Ницца                | Итого              | Итого            | 68   | 26   | 2            | 1            | 4          | 1          | 0         | 0         | 0      | 0      | 74    | 28    |
| Марсель              | Лига 1             | 2010/11          | 31   | 15   | 1            | 0            | 2          | 0          | 7         | 2         | 0      | 0      | 41    | 17    |
| Марсель              | Лига 1             | 2011/12          | 29   | 12   | 3            | 1            | 3          | 4          | 6         | 2         | 1      | 1      | 42    | 20    |
| Марсель              | Лига 1             | 2012/13          | 8    | 0    | 0            | 0            | 0          | 0          | 4         | 2         | 0      | 0      | 12    | 2     |
| Марсель              | Итого              | Итого            | 68   | 27   | 4            | 1            | 5          | 4          | 17        | 6         | 1      | 1      | 95    | 39    |
| Куинз Парк Рейнджерс | Премьер-лига       | 2012/13          | 14   | 6    | 0            | 0            | 0          | 0          | 0         | 0         | 0      | 0      | 14    | 6     |
| Куинз Парк Рейнджерс | Премьер-лига       | 2014/15          | 1    | 0    | 0            | 0            | 0          | 0          | 0         | 0         | 0      | 0      | 1     | 0     |
| Куинз Парк Рейнджерс | Итого              | Итого            | 15   | 6    | 0            | 0            | 0          | 0          | 0         | 0         | 0      | 0      | 15    | 6     |
| Ньюкасл Юнайтед      | Премьер-лига       | 2013/14          | 26   | 14   | 1            | 0            | 0          | 0          | 0         | 0         | 0      | 0      | 27    | 14    |
| Ньюкасл Юнайтед      | Итого              | Итого            | 26   | 14   | 1            | 0            | 0          | 0          | 0         | 0         | 0      | 0      | 27    | 14    |
| Челси                | Премьер-лига       | 2014/15          | 19   | 7    | 2            | 1            | 2          | 0          | 4         | 1         | 0      | 0      | 27    | 9     |
| Челси                | Премьер-лига       | 2015/16          | 13   | 1    | 1            | 0            | 2          | 2          | 3         | 0         | 1      | 0      | 20    | 3     |
| Челси                | Итого              | Итого            | 32   | 8    | 3            | 1            | 4          | 2          | 7         | 1         | 1      | 0      | 47    | 12    |
| Кристал Пэлас        | Премьер-лига       | → 2016/17        | 5    | 0    | 3            | 0            | 0          | 0          | 0         | 0         | 0      | 0      | 8     | 0     |
| Кристал Пэлас        | Итого              | Итого            | 5    | 0    | 3            | 0            | 0          | 0          | 0         | 0         | 0      | 0      | 8     | 0     |
| Лас-Пальмас          | Ла лига            | 2017/18          | 12   | 5    | 1            | 1            | 0          | 0          | 0         | 0         | 0      | 0      | 13    | 6     |
| Лас-Пальмас          | Итого              | Итого            | 12   | 5    | 1            | 1            | 0          | 0          | 0         | 0         | 0      | 0      | 13    | 6     |
| Хетафе               | Ла лига            | → 2017/18        | 11   | 3    | 0            | 0            | 0          | 0          | 0         | 0         | 0      | 0      | 11    | 3     |
| Хетафе               | Итого              | Итого            | 11   | 3    | 0            | 0            | 0          | 0          | 0         | 0         | 0      | 0      | 11    | 3     |
| Лилль                | Лига 1             | 2018/19          | 26   | 7    | 2            | 0            | 1          | 0          | 0         | 0         | 0      | 0      | 29    | 7     |
| Лилль                | Лига 1             | 2019/20          | 20   | 7    | 3            | 3            | 3          | 3          | 4         | 1         | 0      | 0      | 30    | 14    |
| Лилль                | Итого              | Итого            | 46   | 14   | 5            | 3            | 4          | 3          | 4         | 1         | 0      | 0      | 59    | 21    |
| Ризеспор             | Турецкая Суперлига | 2020/21          | 19   | 7    | 0            | 0            | 0          | 0          | 0         | 0         | 0      | 0      | 19    | 7     |
| Ризеспор             | Итого              | Итого            | 19   | 7    | 0            | 0            | 0          | 0          | 0         | 0         | 0      | 0      | 19    | 7     |
| Всего за карьеру     | Всего за карьеру   | Всего за карьеру | 325  | 113  | 19           | 7            | 20         | 11         | 30        | 8         | 2      | 1      | 396   | 140   |

### Международная статистика
| Сборная          | Сезон            | Товарищеские | Товарищеские | Турниры | Турниры | Всего | Всего |
| Сборная          | Сезон            | Игры         | Голы         | Игры    | Голы    | Игры  | Голы  |
| ---------------- | ---------------- | ------------ | ------------ | ------- | ------- | ----- | ----- |
| Франция          | 2009             | 1            | 0            | 0       | 0       | 1     | 0     |
| Франция          | 2010             | 2            | 0            | 3       | 1       | 5     | 1     |
| Франция          | 2011             | 7            | 2            | 4       | 1       | 11    | 3     |
| Франция          | 2013             | 1            | 0            | 3       | 0       | 4     | 0     |
| Франция          | 2014             | 6            | 2            | 3       | 1       | 9     | 3     |
| Всего за карьеру | Всего за карьеру | 17           | 4            | 13      | 3       | 30    | 7     |

### Матчи и голы за сборную
| №  | Дата            | Оппонент             | Счёт | Голы Реми | Соревнование             |
| 1  | 2 июня 2009     | Нигерия              | 0:1  | —         | Товарищеский матч        |
| 2  | 11 августа 2010 | Норвегия             | 1:2  | —         | Товарищеский матч        |
| 3  | 3 сентября 2010 | Беларусь             | 0:1  | —         | Отборочные матчи ЧЕ-2012 |
| 4  | 9 октября 2010  | Румыния              | 2:0  | 1         | Отборочные матчи ЧЕ-2012 |
| 5  | 12 октября 2010 | Люксембург           | 2:0  | —         | Отборочные матчи ЧЕ-2012 |
| 6  | 17 ноября 2010  | Англия               | 2:1  | —         | Товарищеский матч        |
| 7  | 9 февраля 2011  | Бразилия             | 1:0  | —         | Товарищеский матч        |
| 8  | 29 марта 2011   | Хорватия             | 0:0  | —         | Товарищеский матч        |
| 9  | 3 июня 2011     | Беларусь             | 1:1  | —         | Отборочные матчи ЧЕ-2012 |
| 10 | 6 июня 2011     | Украина              | 4:1  | —         | Товарищеский матч        |
| 11 | 9 июня 2011     | Польша               | 1:0  | —         | Товарищеский матч        |
| 12 | 10 августа 2011 | Чили                 | 1:1  | 1         | Товарищеский матч        |
| 13 | 6 сентября 2011 | Румыния              | 0:0  | —         | Отборочные матчи ЧЕ-2012 |
| 14 | 7 октября 2011  | Албания              | 3:0  | 1         | Отборочные матчи ЧЕ-2012 |
| 15 | 11 октября 2011 | Босния и Герцеговина | 1:1  | —         | Отборочные матчи ЧЕ-2012 |
| 16 | 11 ноября 2011  | США                  | 1:0  | 1         | Товарищеский матч        |
| 17 | 15 ноября 2011  | Бельгия              | 0:0  | —         | Товарищеский матч        |
| 18 | 22 марта 2013   | Грузия               | 3:1  | —         | Отборочные матчи ЧМ-2014 |
| 19 | 11 октября 2013 | Австралия            | 6:0  | —         | Товарищеский матч        |
| 20 | 15 октября 2013 | Финляндия            | 3:0  | —         | Отборочные матчи ЧМ-2014 |
| 21 | 15 ноября 2013  | Украина              | 0:2  | —         | Отборочные матчи ЧМ-2014 |
| 22 | 5 марта 2014    | Нидерланды           | 2:0  | —         | Товарищеский матч        |
| 23 | 27 марта 2014   | Норвегия             | 4:0  | 1         | Товарищеский матч        |
| 24 | 1 июня 2014     | Парагвай             | 1:1  | —         | Товарищеский матч        |
| 25 | 8 июня 2014     | Ямайка               | 8:0  | —         | Товарищеский матч        |
| 26 | 25 июня 2014    | Эквадор              | 0:0  | —         | Финальные матчи ЧМ-2014  |
| 27 | 4 июля 2014     | Германия             | 0:1  | —         | Финальные матчи ЧМ-2014  |
| 28 | 4 сентября 2014 | Испания              | 1:0  | 1         | Товарищеский матч        |
| 29 | 7 сентября 2014 | Сербия               | 1:1  | —         | Товарищеский матч        |
| 30 | 14 октября 2014 | Армения              | 3:0  | 1         | Отборочные матчи ЧЕ-2016 |

Итого: 30 матчей / 7 голов; 16 побед, 9 ничьих, 5 поражений.

## Достижения
«Лион»
- Чемпион Лиги 1 (2): 2006/07, 2007/08
- Обладатель Суперкубка Франции (1): 2007
- Итого: 3 трофея

 «Марсель»
- Обладатель Кубка французской лиги (1): 2011
- Обладатель Суперкубка Франции (1): 2011
- Итого: 2 трофея

 «Челси»
- Чемпион Премьер-лиги (1): 2014/15
- Обладатель Кубка Футбольной лиги (1): 2015
- Итого: 2 трофея